# Christoffer Franzén
Christoffer Franzén, född 11 juni 1988 i Göteborg, är en svensk filmkompositör, multiinstrumentalist och producent. Han är främst känd för sitt soloprojekt Lights & Motion, där han spelar alla instrument själv.
Franzén skapade sitt soloprojekt Lights & Motion 2012, då han hade svårt att sova under en längre period, och istället valde att tillbringa nätterna ensam i en studio i Göteborg. Musiken som kom till var till största delen instrumental, och ofta väldigt atmosfärisk och filmisk. 
Sedan dess så har han släppt flera album, både som Lights & Motion och under eget namn, vilket har lett till att hans musik har kunnat höras i både reklam, tv-serier och filmtrailers världen över. 
Under 2018 var han aktuell som filmkompositör för den amerikanska indie-komedin "At The End Of The Day", samt den svenska psykologiska drama-thrillern In I Dimman, regisserad av Anders Hazelius. Under 2019 har han komponerat soundtracket till thriller-filmen Sea Fever, regisserad av Bafta vinnaren Neasa Hardiman, som hade sin premiär på Toronto International Film Festival.

## I populärkultur/media
Filmtrailers:
- Lone Survivor
- Homefront
- Transcendence
- Collateral Beauty
- Skyscraper
- Spare Parts
- Furious 7
- Concussion
- Rules Don´t Apply
- No Escape
- Beautiful Boy
- The Way Back

Tv-serier:
- The Vampire Diaries
- Containment.[5]

## Filmkompositör
- Sea Fever (2019)
- In I Dimman (2018)
- At The End Of The Day (2018)